# Дунфан Шо

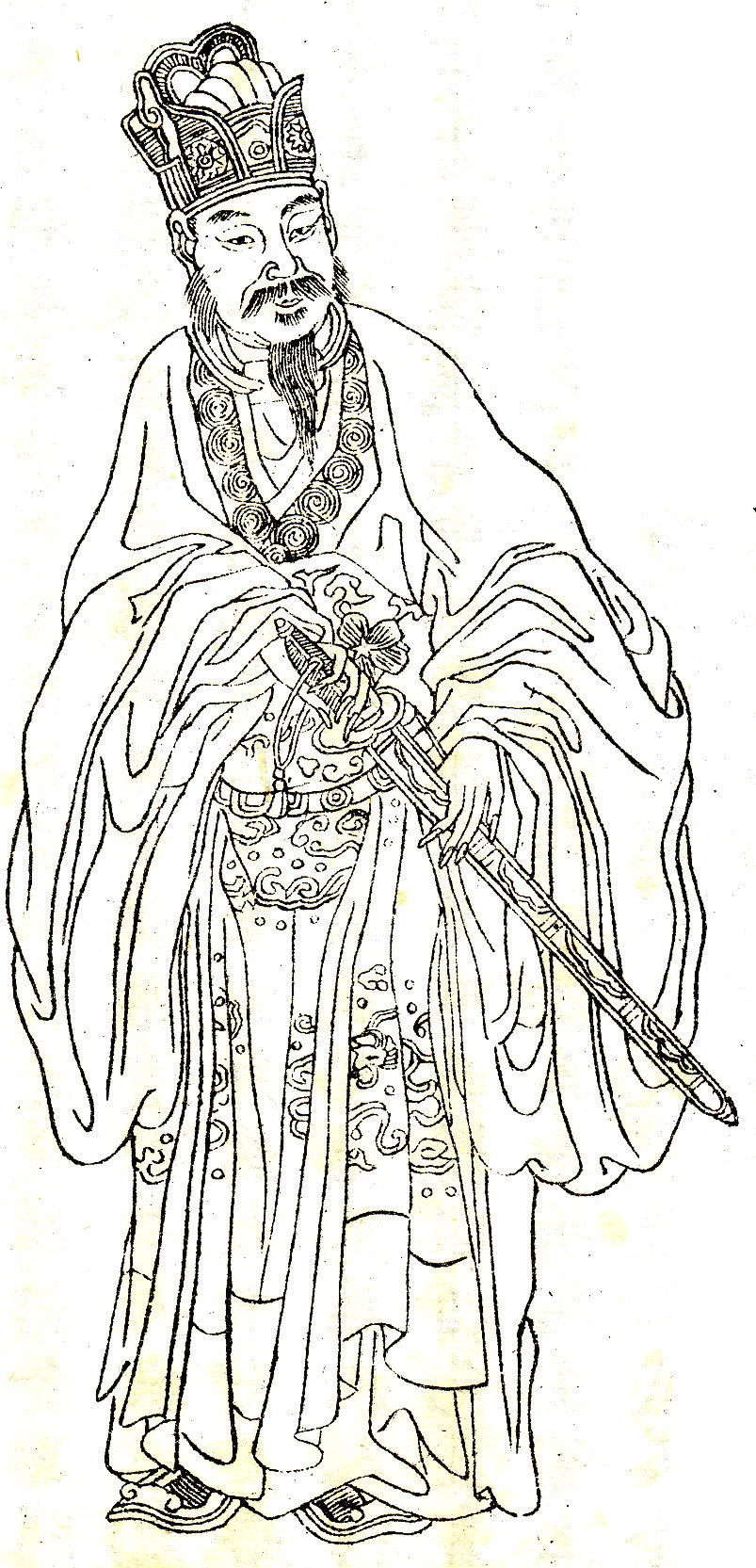
Дун Фан Шо

Дун Фан Шо (кит.: 東方朔, 東方生, Dong fang Shuo, "Народжений на Сході", 154 до н. е. — 92 до н. е.) — напів-легендарний китайський вчений, чиновник часів імперії Ранньої Хань. По смерті зарахований до даоського пантеону як божество.
Точної біографії Дунфан Шо немає. Існує лише низка легенд. У одній з них розповідається як Шо побачив тварину на ім'я "коноріг" (騶牙) і задумав привезти її на батьківщину. Прибуття цієї тварини було щасливим знаменням і справи в Піднебесній пішли добре. Іншого разу Шо зміг ліквідувати бикоподібне чудовисько "пошесть" (患), яке загородило дорогу імператору У-ді. Кмітливий вчений напоїв потвору рисовим вином, від чого вона розчинилась у повітрі. 
У пізніших збірках і канонах даосизму Дунфан Шо виступає як приборкувач чудовиськ і володар чарівної сили, а також викрадач трьох чарівних персиків безсмертя з саду богині Си Ван Му. З'ївши персики, Шо став безсмертним. Відтоді його шанують як захисника від привидів, хвороб, а також бога довголіття.
У Японії Дунфан Шо відомий за виставою театру но, яка носить його ім'я. У ній він виступає як святець-відлюдник.